# Ferdiš Duša
Ferdiš Duša (13. ledna 1888 Frýdlant nad Ostravicí – 1. prosince 1958 Frýdlant nad Ostravicí) byl český grafik, malíř, ilustrátor a keramik.

## Životopis
Za první světové války prošel ruskou frontu, Srbsko, Itálii, Polsko, Ukrajinu, Rusko, Rumunsko, Karpaty, Kras. V uměleckém oboru se mu nedostalo žádného formálního vzdělání (abART uvádí Maxe Slevogta s otazníkem). V Německu studoval techniku výroby keramiky a začínal jako malíř porcelánu. Rád cestoval a při svých cestách navštívil mj. Itálii, Německo, Slovensko, Švýcarsko a Ukrajinu. V roce 1910 začal pracovat v keramické manufaktuře bratří Jaroňků v Rožnově pod Radhoštěm, později založil rožnovskou keramickou manufakturu a do roku 1924 také keramické dílny v Kunčicích pod Ondřejníkem a ve Frýdlantu. Od tohoto roku se věnoval pouze grafice a malířství.
Byl členem Obce umělecké tvorby na Moravě Koliba (1919) a Skupiny výtvarných umělců v Brně (1922–1926). Roku 1927 se přestěhoval do Prahy, kde se stal členem výtvarného spolku Hollar. S ním také několikrát vystavoval. V roce 1955 se vrátil do Frýdlantu nad Ostravicí. Obýval dům č. p. 359 na Hukvaldské ulici, kde měl také svoji keramickou dílnu a později ateliér. V roce 1959 zde byl otevřen jeho památník, který byl zrušen v roce 2006. Stálá expozice F. Duši je od roku 2008 otevřená v kulturním domě v centru města.

## Dílo
Duša je nejvíce ceněn pro své grafiky a ilustrace, věnované Ostravsku a Slovensku. Největší soubor jeho grafických listů, kreseb, olejomaleb a maleb na skle vlastní Galerie výtvarného umění v Ostravě.
Tvořil technikou dřevorytu, leptu, měkkého krytu (vernis mou), litografie. První soubor dřevorytů Dík poutníka (1916-1917) byl inspirován Karpaty. Další cykly dřevorytů se sociální tematikou vydával do roku 1923: Slovenské obrázky (1920), Chudí a ponížení (1920), Těšínsko (1920), Smutná země (1921), Peklo práce (1922), Život člověka (1923). Následovaly Hříčky (1928), Ban Strachinič (1931), Dolu Váhom I (1933). Během pobytu v Praze vydal dřevoryty Pražské mosty a Vltava (1932). Tvořil také plakáty a novoročenky.
Ilustroval mj. díla Petra Bezruče a Vojtěcha Martínka. Časté jsou u něj sociální náměty, u kterých čerpal inspiraci z 20. a 30. let 20. století. Kromě toho rád fotografoval a psal básně.

### Zastoupení ve sbírkách
- Národní galerie v Praze
- Galerie středočeského kraje v Kutné Hoře
- Moravská galerie v Brně
- Slovenská národná galéria, Bratislava
- Galerie výtvarného umění v Ostravě
- Severočeská galerie výtvarného umění v Litoměřicích
- Oblastní galerie Vysočiny v Jihlavě
- Galerie výtvarného umění v Hodoníně
- Krajská galerie výtvarného umění ve Zlíně
- Galerie moderního umění v Hradci Králové
- Galerie umění Karlovy Vary
- Alšova jihočeská galerie v Hluboké nad Vltavou
- Moravské muzeum, Brno
- Muzeum města Brna
- Národní muzeum, Praha
- Památník národního písemnictví

### Citát
| „                  | Do vinárny u Paukertů chodíval i malíř Ferdiš Duša...Byl z Beskyd a měl na své tváři něco pěkného z těch krásných hor. Všichni jsme ho měli rádi. Nebyl veliký ani moderní malíř. O malířství jsme s ním však nikdy nemluvili. Maloval své krajiny smutným štětcem, ale raději ryl dřevoryt. V tom se vyznal dobře. Vzpomínám si, že Petr Bezruč byl s jeho dřevoryty k Slezským písním spokojen. Říkal o nich, že jsou pravé. | “ |
| — Jaroslav Seifert | |   |